# Jan Poortenaar
Jan Christiaan Poortenaar (Amsterdam, 23 juli 1886 – Naarden, 15 oktober 1958) was een Nederlandse graficus, grafisch ontwerper, kunstschilder, aquarellist, tekenaar, etser, lithograaf, vervaardiger van houtsnedes, illustrator, auteur en uitgever. Hij was autodidact maar kreeg lessen van Piet van Wijngaerdt en Willem Witsen. Jan Poortenaar kreeg op zijn 20e een Koninklijke Subsidie voor de Vrije Schilderkunst, en daarna volgden tentoonstellingen in Brussel en Londen. Van 1914 tot 1922 woonde Poortenaar in Londen, waar hij zijn eerste grote etsen maakte van Trafalgar Square, en de Waterloo Bridge. In 1915 won hij de zilveren medaille op de International Exhibition in San Francisco. 
Poortenaar reisde veel, vergezeld door zijn vrouw Geertruida van Vladeracken (1880-1947) die zangeres, componiste en voordrachtskunstenares was. Hij begeleidde zijn vrouw op de piano op een reis door het toenmalige Nederlands-Indië, tussen 1922 en 1924. In Indië vond Poortenaar een overdaad aan onderwerpen. Terug in Nederland schreven zij een boek over Een kunstreis in de tropen. 
Hij werkte in Amsterdam, België, Londen tot 1922, Nederlands-Indië tot 1924, Bennekom (Ede), Amsterdam tot 1939 en Naarden van 1939 tot 1958. Hij vestigde zich in Naarden met de uitgeverij In Den Toren, waar hij tientallen boeken (meest van hemzelf) zou uitgeven.
Hij maakte landschappen, oriëntaalse voorstellingen, portretten, stadsgezichten, bloemen, stillevens, en exlibris. Hij schreef boeken met zijn eigen illustraties, vertaalde boeken en illustreerde andere boeken en tijdschriftartikelen. 
Hij was lid van Arti et Amicitiae (Amsterdam) en de Haagse Kunstkring.